# Sophia Robson
Sophia Robson (ur. 20 lutego 1986 r.) – australijska wioślarka.

## Osiągnięcia
- Mistrzostwa Świata – Poznań 2009 – czwórka bez sternika – 4. miejsce[1].